# 270 v. Chr.
Portal Geschichte | Portal Biografien | Aktuelle Ereignisse | Jahreskalender | Tagesartikel

◄ |
4. Jahrhundert v. Chr. |
3. Jahrhundert v. Chr. |
2. Jahrhundert v. Chr. |
►

◄ | 290er v. Chr. | 280er v. Chr. | 270er v. Chr. | 260er v. Chr. |
250er v. Chr. |
►

◄◄ | ◄ | 273 v. Chr. | 272 v. Chr. | 271 v. Chr. | 270 v. Chr. |
269 v. Chr. |
268 v. Chr. |
267 v. Chr. |
► |
►►
Staatsoberhäupter

## Ereignisse

### Politik und Weltgeschehen

#### Westliches Mittelmeer
- Die Römer überwältigen in Rhegium die abtrünnige Legio Campana, die in der Stadt die Herrschaft übernommen hat, und machen Rhegium zum römischen Bundesgenossen.

#### Östliches Mittelmeer
- Der makedonische König Antigonos II. Gonatas belagert die griechische Stadt Megara. Um die Kriegselefanten in Gonatas' Heer in Panik zu versetzen bestreichen die Einwohner zahllose Schweine mit Pech und zünden diese an. Gonatas muss sich zurückziehen.[1]

#### Afrika
- um 280/270 v. Chr.: Ergamenes gilt als der erste Herrscher der meroitischen Periode im nubischen Reich von Kusch.

### Wissenschaft und Technik
- Die Leitung der Bibliothek von Alexandria geht von Zenodotos von Ephesos auf Apollonios von Rhodos über.

Aristarchos von Samos, Denkmal an der Aristoteles-Universität Thessaloniki

- um 270 v. Chr.: Aristarchos von Samos beschreibt erstmals ein heliozentrisches Weltbild. Danach steht die Sonne im Zentrum des Alls, um die sich die Erde bewegt. Aristarch unternimmt auch eine erste Abschätzung der Größen und Abstände von bzw. zwischen Sonne, Mond und Erde.
- um 270 v. Chr.: Arkesilaos übernimmt nach Krates von Athen die Leitung der Platonischen Akademie. Mit ihm beginnt die Hinwendung der Akademie zum Skeptizismus und damit der Übergang von der Älteren zur Mittleren Akademie.
- um 270 v. Chr.: Nach dem Tod des Epikur leitet Hermarchos dessen Schule weiter.

## Geboren
- Hasdrubal, karthagischer Feldherr († 221 v. Chr.)
- um 270 v. Chr.: Hamilkar Barkas, karthagischer Feldherr († 229 v. Chr.)

## Gestorben
- Arsinoë II., ägyptische Königin als Gemahlin des Ptolemaios II. (* um 316 v. Chr.)
- um 270 v. Chr.: Epikur, griechischer Philosoph (* um 341 v. Chr.)
- um 270 v. Chr.: Pyrrhon von Elis, griechischer Philosoph (* um 360 v. Chr.)